# Токорозава Кошики-2
Токорозава Кошики-2 (енгл. Tokorozawa Koshiki-2) је једноседи јапански ловачки авион који је производила фирма Токорозава (јап. Tokorozawa). Први лет авиона је извршен 1922. године. 

Највећа брзина у хоризонталном лету је износила 206 km/h. Размах крила је био 10,00 метара а дужина 6,60 метара. Маса празног авиона је износила 650 килограма а нормална полетна маса 950 килограма. Био је наоружан са два синхронизована митраљеза калибра 7,7 милиметара.

## Наоружање
| Наоружање авиона: Токорозава Кошики-2 |     |
| Ватрено (стрељачко) наоружање         |     |
| Топ                                   |     |
| Митраљез                              |     |
| Број и ознака митраљеза               | 2   |
| Калибар                               | 7,7 |
| Бомбардерско наоружање (бомбе)        |     |
| Ракетно наоружање (ракете)            |     |